# Julien Cnudde
Julien Cnudde (ur. 15 listopada 1899 w Saint-Gilles, zm. ?) – belgijski piłkarz grający na pozycji obrońcy lub pomocnika. Był reprezentantem Belgii.

## Kariera klubowa
Całą swoją karierę piłkarską Cnudde spędził w klubie Royale Union Saint-Gilloise, w którym w 1919 roku zadebiutował w pierwszej lidze belgijskiej i grał w nim do 1928 roku. Wraz z Unionem wywalczył mistrzostwo Belgii w sezonie 1922/1923 oraz cztery wicemistrzostwa Belgii w sezonach 1919/1920, 1920/1921, 1921/1922 i 1923/1924.

## Kariera reprezentacyjna
W reprezentacji Belgii Cnudde zadebiutował 8 grudnia 1924 roku w przegranym 0:4 towarzyskim meczu z Anglią, rozegranym w West Bromwich i był to jego jedyny mecz w kadrze narodowej. Wcześniej był w kadrze Belgii na Igrzyska Olimpijskie w Antwerpii. Zdobył na nich złoty medal, jednak nie rozegrał żadnego spotkania na tym turnieju.